# Halmahera-ijsvogel
De halmahera-ijsvogel (Todiramphus funebris) is een vogel uit de familie Alcedinidae (ijsvogels). De vogel werd in 1850 door Karel Lucien Bonaparte geldig beschreven. Deze soort is endemisch op de noordelijke Molukken, een eilandengroep in het oosten van de Indische Archipel, gelegen tussen Sulawesi, de Filipijnen, Nieuw-Guinea en Timor.

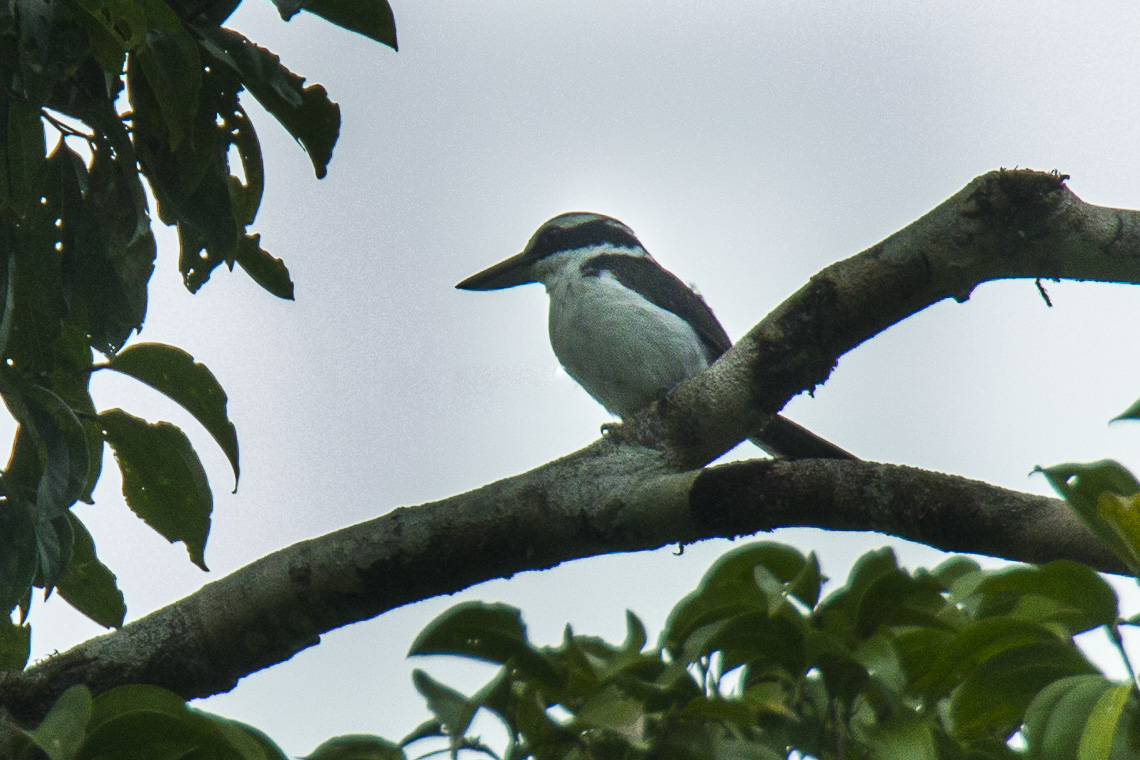
Foto van de halmahera-ijsvogel

## Kenmerken
De vogel is 28 cm lang. Het is een opvallend bontgekleurde ijsvogel met een forse zwarte snavel. De kruin en oog- en oorstreek zijn bijna zwart, met daartussen een brede witte streep, die van de snavel doorloopt tot de hals. De kraag, borst en buik zijn wit. De rug en vleugels en staart zijn bij het mannetje donker glanzend olijfkleurig groen en bij het vrouwtje meer olijfkleurig bruin.

## Verspreiding en leefgebied
De vogel komt alleen voor op het eiland Halmahera. Het is een standvogel in natuurlijk tropisch bos met een gesloten bladerdak. De vogel wordt vaak waargenomen aan bosranden met uitzicht op open plekken. Er zijn ook waarnemingen in aangetast bos en cultuurland, waarin nog hoge bomen staan. Het is een vogel van laagland, meestal onder de 300 m boven zeeniveau.

## Status
De halmahera-ijsvogel heeft een beperkt verspreidingsgebied en daardoor is de kans op uitsterven aanwezig. De grootte van de populatie werd in 2022 door BirdLife International geschat op 10.000 tot 25.000 individuen en de populatie-aantallen nemen af door habitatverlies. Het leefgebied wordt aangetast door ontbossing, waarbij natuurlijk bos wordt omgezet in gebied voor agrarisch gebruik, mijnbouw, aanleg van infrastructuur en menselijke bewoning (transmigrasi). Ondanks deze redenen staat deze soort als niet bedreigd op de Rode Lijst van de IUCN.